# Josef Moosbrugger (Funktionär)
Josef Moosbrugger (* 30. Juni 1966 in Dornbirn) ist ein österreichischer Landwirtschaftskammerfunktionär. Seit 1999 ist er Präsident der Landwirtschaftskammer Vorarlberg, seit Mai 2018 ist er Präsident der Präsidentenkonferenz der österreichischen Landwirtschaftskammer.

## Leben
Josef Moosbrugger besuchte die Landwirtschaftliche Fachschule in Hohenems. Seine interessenspolitische Laufbahn begann er als Funktionär der Landjugend und der Jungbauernschaft, 1991 wurde er Kammerrat und 1999 Präsident der Landwirtschaftskammer Vorarlberg. Er ist zudem Obmann des Vorarlberger Waldbesitzerverbandes, Vorsitzender der Ländle Qualitätsprodukte Marketing GmbH und Obmann der Viehzuchtgenossenschaft Dornbirn.
Von 1995 bis 2018 war er für die Österreichische Volkspartei (ÖVP) Stadtrat in Dornbirn, wobei er zuletzt für die Referate Land- und Forstwirtschaft, Familien sowie Kindergärten und Kinderbetreuung verantwortlich war.
Im Vorarlberger Bauernbund ist er Obmann-Stellvertreter, auf Bundesebene ist er Obmann des Milchwirtschaftsausschusses in der österreichischen Landwirtschaftskammer, wo er bis 2018 auch als Vizepräsident fungierte. Am 5. Februar 2018 wurde er in der Sitzung der österreichischen Landwirtschaftskammer-Präsidenten einstimmig zum Nachfolger von Hermann Schultes als Präsident der österreichischen Landwirtschaftskammer nominiert, die Wahl fand am 15. Mai 2018 statt. Als Dornbirner Stadtrat folgte ihm im April 2018 Julian Fässler nach. Am 26. Mai 2018 übernahm Moosbrugger darüber hinaus auch die Obmannschaft des Vorarlberger Bauernbunds, einer Teilorganisation der Vorarlberger Volkspartei, von Alt-Landesrat Erich Schwärzler. Im Rahmen der Koalitionsverhandlungen zur Regierungsbildung 2019 verhandelt er in der Hauptgruppe Klimaschutz, Umwelt, Infrastruktur und Landwirtschaft.
Im Juni 2022 wurde für eine weitere Funktionsperiode als Landwirtschaftskammer-Präsident bestätigt, im September 2022 wurde er als Landesobmann des Vorarlberger Bauernbundes wiedergewählt.
Moosbrugger ist praktizierender Landwirt und betreibt einen Milchvieh-, Ackerbau- und Forstbetrieb in Dornbirn.